# Prosdòcim de Pàdua
Prosdòcim de Pàdua (Grècia?, s. I - Pàdua, ca. 100) fou un dels primers cristians d'Itàlia i primer bisbe de Pàdua. Probablement llegendari, és venerat com a sant per diverses confessions cristianes.

## Hagiografia
Del nom s'indueix que era d'origen hel·lènic: Prosdocimos significa "l'esperat". Els testimonis en són tardans i pocs, i abunden en llegendes i fets inversemblants.
Segons la tradició, Prodòscim fou deixeble de Sant Pere apòstol, qui el consagrà bisbe. Morí a edat avançada cap al 100, com a primer bisbe de la comunitat cristiana paduana. També hauria evangelitzat la regió de Belluno, després del màrtir Hermàgores d'Aquileia, i la ciutat de Feltre.
La llegenda diu que va convertir i batejar Santa Justina de Pàdua, cosa improbable, ja que aquesta morí cap al 290-304.

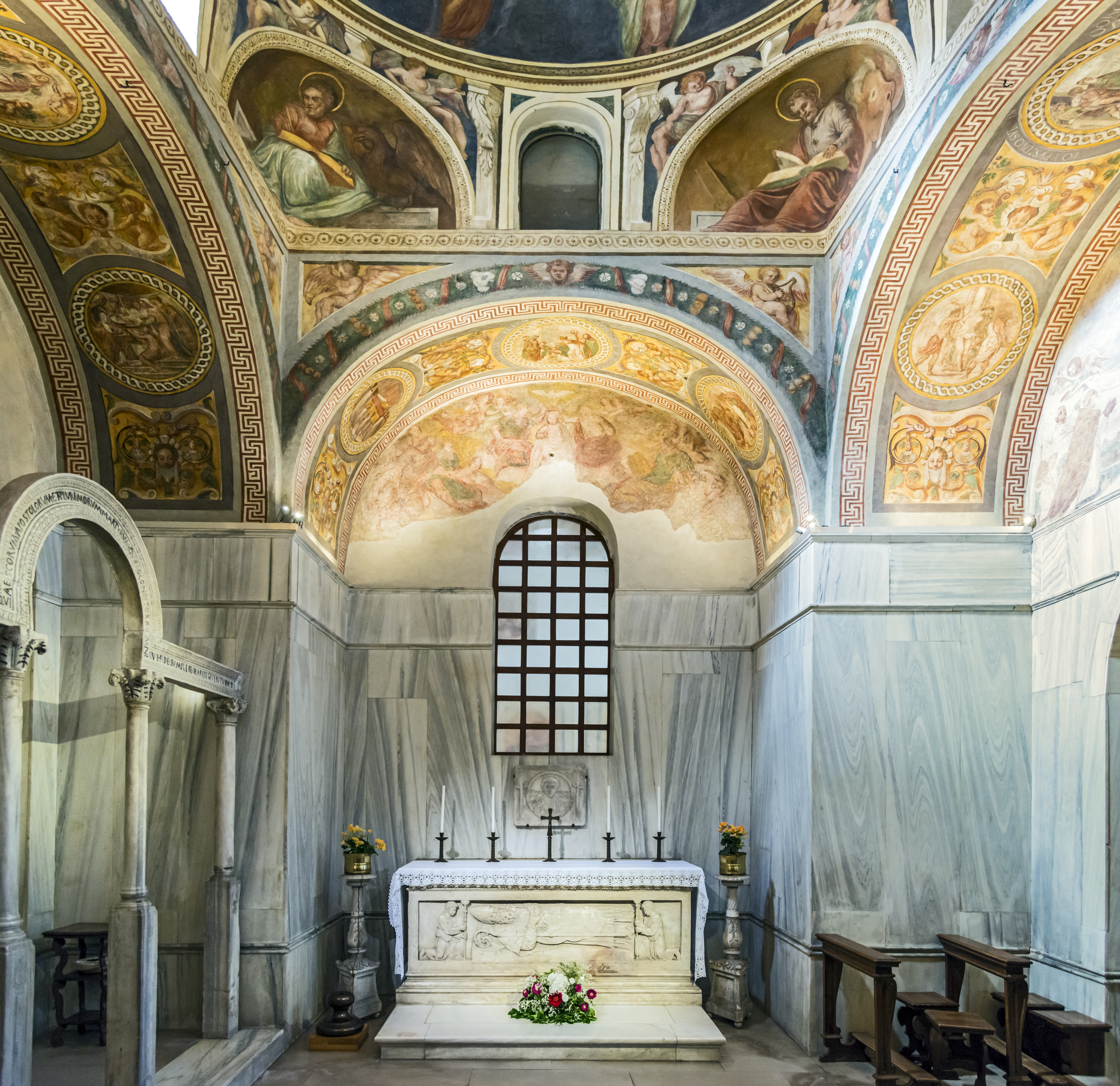
El santuari de Sant Prosdocime a Pàdua
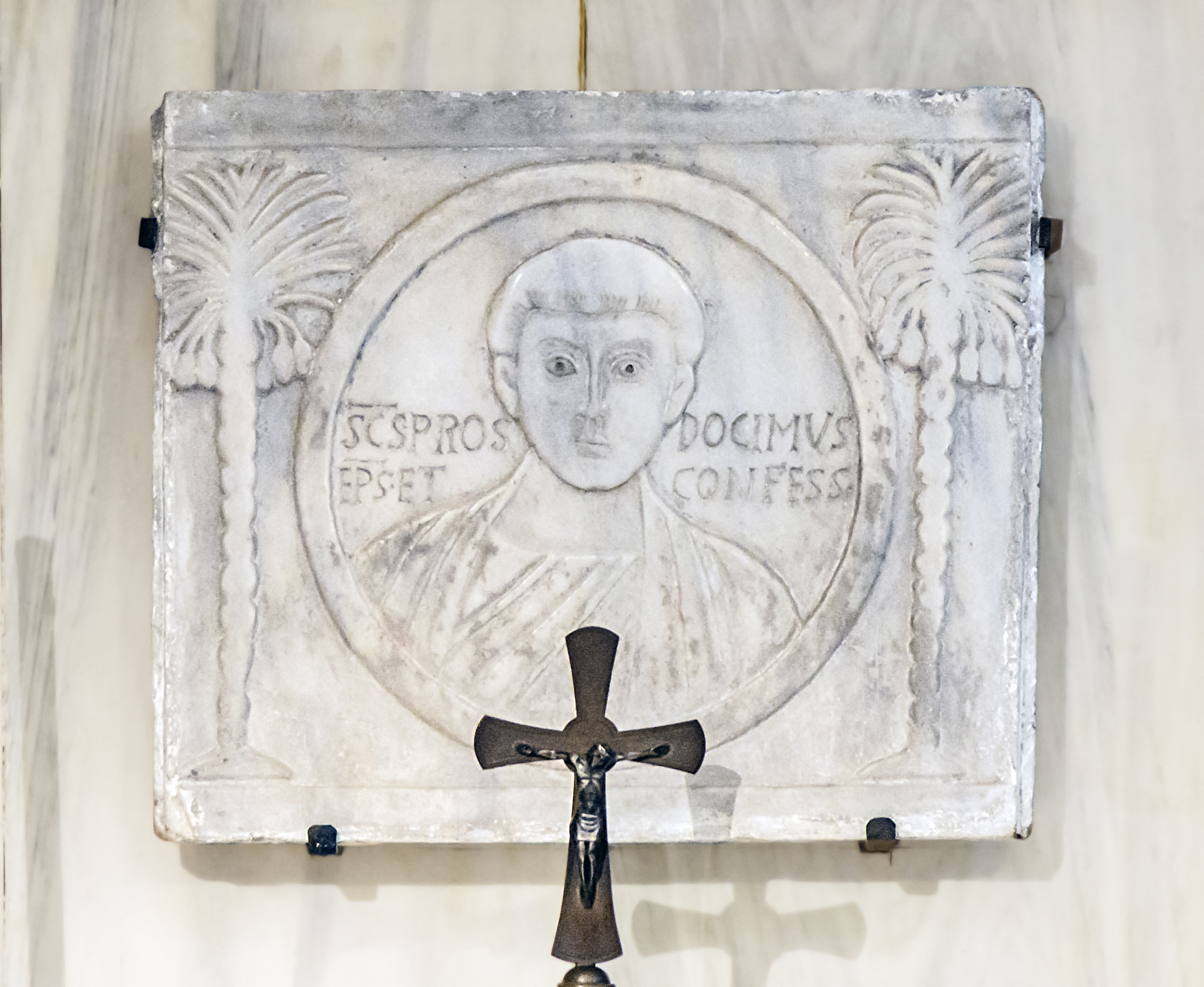
Baix relleu de Sant Prosdocime
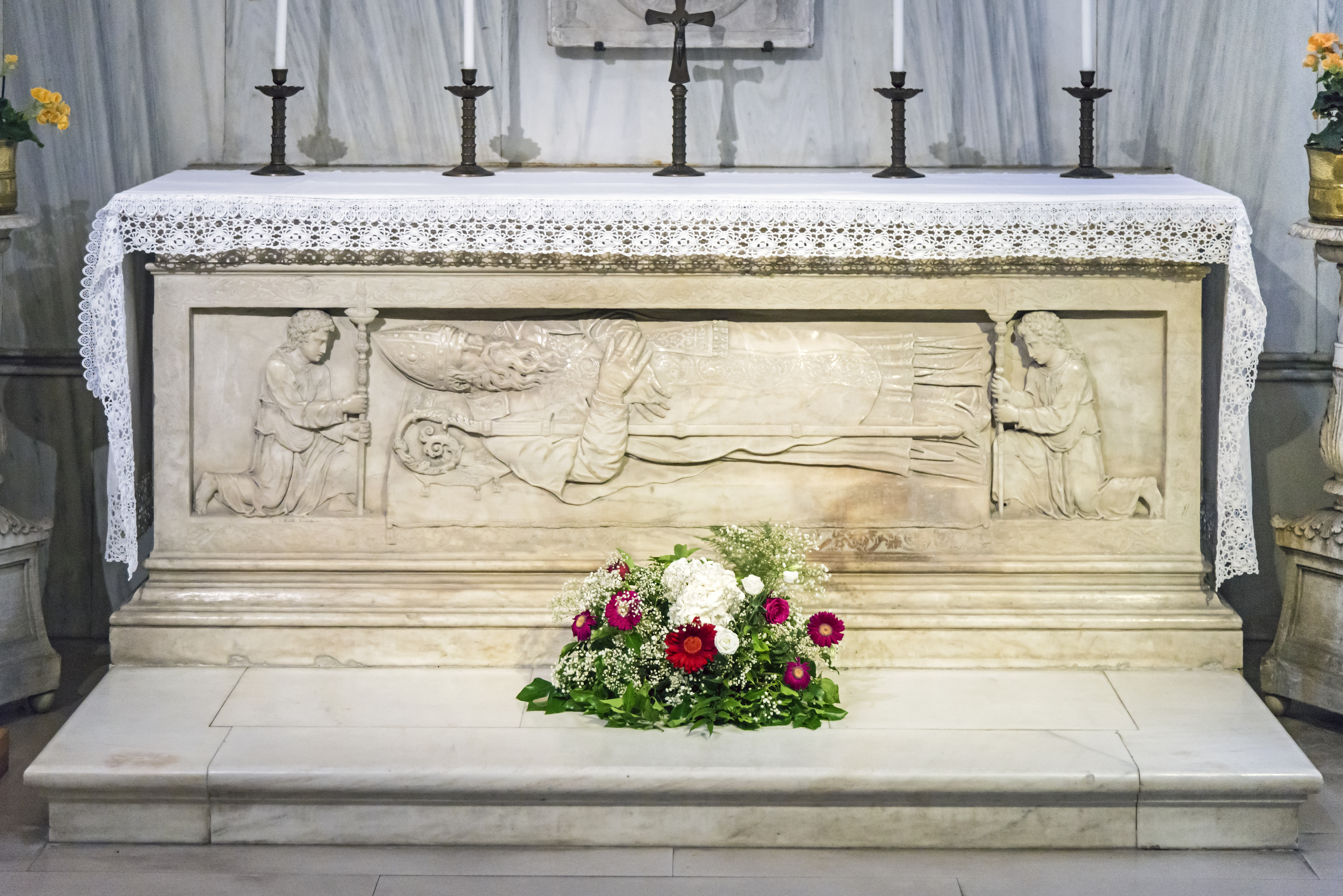
La tomba

## Veneració
Les seves restes es veneren al reliquiari de San Prosdocimo, a la basílica de Santa Giustina de Pàdua, i és patró de la ciutat, amb Sant Antoni de Pàdua, Santa Justina i Sant Daniel.